# 清津市電
清津市電（チョンジンしでん）では、朝鮮民主主義人民共和国咸鏡北道清津市の路面電車（市電、現地では「軌道電車、キドチョンチャ」）について記す。

## 概要
清津には1970年にトロリーバス（無軌道電車）が開業していたものの、電力不足により運行本数が激減していた。またゴムの不足によるタイヤなどの整備不良や、輸送力が低いという問題も抱えていたため、平壌における路面電車投入が成果を収めたことから、1990年代末に清津における路面電車の敷設が政府により決定された。
金正日立会いの下、1998年11月より人力に頼った敷設工事を開始し、1999年7月2日に開通した。第一次開業区間は南清津 - 鳳泉洞間の6kmである。同年12月24日には沙峯 - 南清津間が延伸され、総延長は13kmとなった。
しかし、その後は資源不足もあって延伸がなされず、予定路線32kmのうち上記の区間が開業しただけであるという。車両は平壌から運ばれたと伝わる。
電力不足の深刻化により、一時期運行が停止されたが、最近は再び運行が再開されている。

## 路線
- 沙峯洞 - 南清津 - 鳳泉洞間（13km）